# Аристівка
Ари́стівка — село в Україні, у Джуринській сільській громаді Жмеринського району Вінницької області. Населення становить 190 осіб. До 2020 входило до складу Деребчинської сільської ради.

## Історія
Перша згадка про село датується 1600 роком.
Село пережило голодомор 1946–1947 рр., про що згадувалося у таємному листі секретаря Хотинського райкому КП(б)У Жиленка:

| «Селяни сіл Анадолів, Дарабанів, Каплівки (…) Аристівки (…) харчуються жолудями, макухою та іншими сурогатами. В результаті цього серед населення є факти білкового виснаження на ґрунті недоїдання, а також смертності»[1] |
У селі діє костел Серця Ісуса (РКЦ). Також є магазин.